# Anselmo
Anselmo és una població dels Estats Units a l'estat de Nebraska. Segons el cens del 2000 tenia 159 habitants.

## Demografia
Segons el cens del 2000, Anselmo tenia 159 habitants, 68 habitatges, i 46 famílies. La densitat de població era de 227,4 habitants per km².
Dels 68 habitatges en un 26,5% hi vivien nens de menys de 18 anys, en un 52,9% hi vivien parelles casades, en un 10,3% dones solteres, i en un 30,9% no eren unitats familiars. En el 29,4% dels habitatges hi vivien persones soles el 7,4% de les quals corresponia a persones de 65 anys o més que vivien soles. El nombre mitjà de persones vivint en cada habitatge era de 2,34 i el nombre mitjà de persones que vivien en cada família era de 2,87.
Per edats la població es repartia de la següent manera: un 25,2% tenia menys de 18 anys, un 8,2% entre 18 i 24, un 25,8% entre 25 i 44, un 24,5% de 45 a 60 i un 16,4% 65 anys o més.
L'edat mediana era de 40 anys. Per cada 100 dones de 18 o més anys hi havia 101,7 homes.
La renda mediana per habitatge era de 28.281 $ i la renda mediana per família de 40.417 $. Els homes tenien una renda mediana de 23.750 $ mentre que les dones 11.750 $. La renda per capita de la població era de 13.892 $. Aproximadament el 9,1% de les famílies i el 10% de la població estaven per davall del llindar de pobresa.

## Poblacions més properes
El següent diagrama mostra les poblacions més properes.